# Naxalita
Naxalita ou  Naxal (em inglês:  Naxalite, /ˈnʌksəlaɪt/) é um termo genérico usado para se referir a um membro de qualquer organização política que reivindica o legado do Partido Comunista da Índia (Marxista-Leninista), fundado em Calcutá em 1969. Trata-se de diversos grupos de militantes comunistas que operam em diferentes partes da Índia. O Partido Comunista da Índia (Maoista) é o maior grupo político existente nessa linhagem hoje na Índia. 

## Histórico

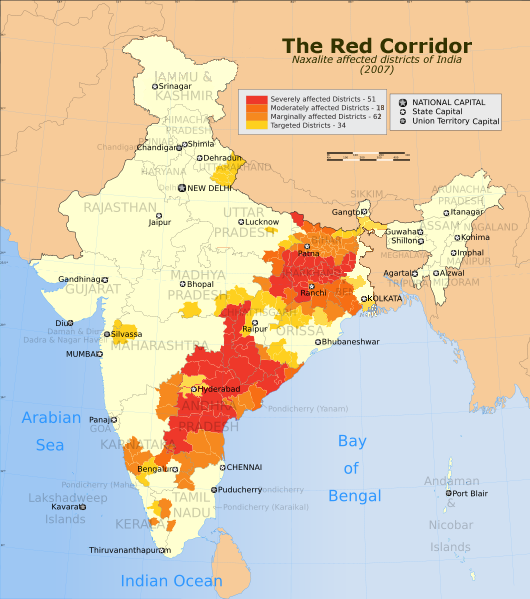
Mapa mostrando os distritos onde o movimento naxalita está ativo (2007)

O termo "Naxal" deriva do nome da aldeia Naxalbari no estado de Bengala Ocidental, onde o movimento teve a sua origem durante a revolta dos camponeses ocorrida em 1967. Os Naxals são considerados comunistas radicais de extrema-esquerda, apoiando a ideologia política de Mao Zedong. Sua origem pode ser atribuída à divisão em 1967 do Partido Comunista da Índia (Marxista) após a revolta camponesa de Naxalbari, levando à formação do Partido Comunista da Índia (Marxista-Leninista) dois anos depois. Inicialmente, o movimento teve seu centro em Bengala Ocidental. Nos últimos anos, espalhou-se pelas zonas rurais e áreas menos desenvolvidas das regiões centro-sul e no leste da Índia, como Chhattisgarh, Odisha, Andhra Pradesh e Telangana, através das atividades de grupos clandestinos, como o Partido Comunista da Índia (Maoista)
A partir de 2009, os naxalitas estavam ativos em cerca de 220 distritos em vinte estados da Índia  que representam cerca de 40 por cento da área geográfica da Índia, Eles se concentram especialmente em uma área conhecida como o "Corredor Vermelho", onde controlam 92.000 quilômetros quadrados.  Segundo a agência de inteligência da Índia, o Research and Analysis Wing, 20.000 dirigentes naxalitas armados estavam operando, além de 50.000 dirigentes regulares  e sua crescente influência levou o primeiro-ministro indiano Manmohan Singh a declará-los a ser o mais grave ameaça interna à segurança nacional da Índia .

## Causas
Segundo os simpatizantes maoístas, a Constituição indiana "ratificou a política colonial e tornou o estado custodiante das pátrias tribais", transformando populações tribais em invasores em suas próprias terras e negando-lhes seus direitos tradicionais à produção florestal.  Esses conflitos naxalitas começaram no final da década de 1960, com o fracasso prolongado do governo indiano em implementar reformas constitucionais para prover autonomia tribal limitada em relação aos recursos naturais em suas terras, por exemplo medicamento e mineração, bem como aprovar “leis de teto de terras”, limitando a terra a ser possuída pelos latifundiários e a distribuição de terras excedentes aos camponeses e trabalhadores sem terra.  Nas áreas de Tribos Credenciadas, as disputas relacionadas à alienação ilegal de terras das Tribos Credenciadas para pessoas não-tribais, ainda comuns, deram origem ao movimento naxalita. 